# Lista episoadelor din Tom și Jerry
Aceasta este o listă care cuprinde cele 163 de scurt-metraje animate din seria Tom și Jerry produse între anii 1940-1967 și două din ele în 2001 și 2005. Dintre acestea, 161 au fost făcute pentru a fi rulate la cinematograf, iar altele două din 2001 și 2005 pentru televiziune. Toate aceste desene sunt difuzate în România de Boomerang și Cartoon Network.

## 1940-1958: era William Hanna-Joseph Barbera
| Numărul episodului | Titlul                              | Titlu român                  | Data               | Note |
| ------------------ | ----------------------------------- | ---------------------------- | ------------------ | --- |
| 1                  | Puss Gets the Boot                  | Motanul e pus pe liber       | 10 februarie 1940  | Tom este cunoscut ca "Jasper", în acest episod. Jerry este anonim, dar este oficial cunoscut sub numele de "Jinx". Primele apariți ale lui Tom, Jerry și Mami DoiPantofi. Nominalizat la "Premiul Oscar pentru scurtmetraje, categoria: desene animate". Primul desen animat "Tom și Jerry" al lui Hanna și Barbera. |
| 2                  | The Midnight Snack                  | Gustarea de la miezul nopții | 19 iulie 1941      | Primul episod "Tom și Jerry" în care personajele sunt denumite. |
| 3                  | The Night Before Christmas          | Noaptea de Ajun              | 6 decembrie 1941   | Nominalizat la "Premiul Oscar pentru scurtmetraje, categoria: desene animate". A fost singurul desen animat "Tom și Jerry" cu tematica de Crăciun realizat de vreodată. |
| 4                  | Fraidy Cat                          | Motanul fricos               | 17 ianuarie 1942   | |
| 5                  | Dog Trouble                         | Probleme cu câinele          | 18 aprilie 1942    | Prima apariție a lui Spike. |
| 6                  | Puss n' Toots                       | Motanul și pisicuța          | 30 mai 1942        | Prima apariție a unei pisici iubite de Tom. |
| 7                  | The Bowling Alley Cat               | Motanul la bowling           | 18 iulie 1942      | |
| 8                  | Fine Feathered Friend               | Amic cu pene                 | 10 octombrie 1942  | |
| 9                  | Sufferin' Cats!                     | Motani în suferință          | 16 ianuarie 1943   | Prima apariție a lui Cap-Sec. |
| 10                 | The Lonesome Mouse                  | Șoarecele singuratic         | 22 mai 1943        | Primul episod în care Tom și Jerry vorbesc. |
| 11                 | The Yankee Doodle Mouse             | Șoricelul războinic          | 26 iunie 1943      | A câștigat "Premiul Oscar pentru scurtmetraje, categoria: desene animate". |
| 12                 | Baby Puss                           | Pisoiașul                    | 25 decembrie 1943  | Primele apariții ale lui Butch și Topsy. |
| 13                 | The Zoot Cat                        | Motanul la patru ace         | 26 februarie 1944  | |
| 14                 | The Million Dollar Cat              | O pisică de milioane         | 6 mai 1944         | |
| 15                 | The Bodyguard                       | Garda de corp                | 22 iulie 1944      | Spike vorbește pentru prima oară. |
| 16                 | Puttin' on the Dog                  | Ai grijă la câini            | 28 octombrie 1944  | |
| 17                 | Mouse Trouble                       | Probleme cu șoarecii         | 23 decembrie 1944  | A câștigat "Premiul Oscar pentru scurtmetraje, categoria: desene animate". |
| 18                 | The Mouse Comes to Dinner           | Șoricelul vine la cină       | 5 mai 1945         | |
| 19                 | Mouse in Manhattan                  | Jerry în Manhattan           | 7 iulie 1945       | |
| 20                 | Tee for Two                         | O partidă de golf în doi     | 21 iulie 1945      | |
| 21                 | Flirty Birdy                        | Pasărea îndrăgostită         | 22 septembrie 1945 | |
| 22                 | Quiet Please!                       | Liniște vă rog!              | 22 decembrie 1945  | A câștigat "Premiul Oscar pentru scurtmetraje, categoria: desene animate". |
| 23                 | Springtime for Thomas               | Timp de dragoste pentru Tom  | 30 martie 1946     | Prima apariție a frumoasei Toodles Galore. Prima apariție a unui amor a lui Jerry. |
| 24                 | The Milky Waif                      | Lapte pentru copil           | 18 mai 1946        | Prima apariție a lui Nibbles |
| 25                 | Trap Happy                          | Exterminatorul               | 29 iunie 1946      | |
| 26                 | Solid Serenade                      | Serenada                     | 31 august 1946     | |
| 27                 | Cat Fishin'                         | La pescuit                   | 22 februarie 1947  | |
| 28                 | Part Time Pal                       | Prieteni pentru un timp      | 15 martie 1947     | |
| 29                 | The Cat Concerto                    | Concertul motanului          | 16 aprilie 1947    | A câștigat "Premiul Oscar pentru scurtmetraje, categoria: desene animate". |
| 30                 | Dr. Jekyll and Mr. Mouse            | Dr. Jekyll și Dl. Șoarece    | 14 iunie 1947      | Nominalizat la "Premiul Oscar pentru scurtmetraje, categoria: desene animate". |
| 31                 | Salt Water Tabby                    | Motanul de apă sărată        | 12 iulie 1947      | |
| 32                 | A Mouse in the House                | Un șoarece în casă           | 30 august 1947     | |
| 33                 | The Invisible Mouse                 | Șoricelul invizibil          | 27 septembrie 1947 | |
| 34                 | Kitty Foiled                        | Pisoiul dezamăgit            | 1 iunie 1948       | Prima apariție a Canarului. |
| 35                 | The Truce Hurts                     | Armistițiul doare            | 17 iulie 1948      | |
| 36                 | Old Rockin' Chair Tom               | Tom și scaunul               | 18 septembrie 1948 | Prima apariție a lui Fulger. |
| 37                 | Professor Tom                       | Profesorul Tom               | 30 octombrie 1948  | |
| 38                 | Mouse Cleaning                      | Curățenie după șoarece       | 11 decembrie 1948  | |
| 39                 | Polka-Dot Puss                      | Pisoi cu pete                | 26 februarie 1949  | În România, din cauza unei erori de dublaj, titlurile de început și primele 10 secunde din acest desen animat au fost arătate cu auzul de la „Life with Tom” („Viața alături de Tom”). Titlul „Pisoi cu pete” este anunțat ca fiind cel oficial.                                                                     |
| 40                 | The Little Orphan                   | Micul orfan                  | 23 aprilie 1949    | A câștigat "Premiul Oscar pentru scurtmetraje, categoria: desene animate". |
| 41                 | Hatch Up Your Troubles              | Rezolvă-ți problemele        | 14 mai 1949        | Nominalizat la "Premiul Oscar pentru scurtmetraje, categoria: desene animate". |
| 42                 | Heavenly Puss                       | Motanul în rai               | 9 iulie 1949       | |
| 43                 | The Cat and the Mermouse            | Pisica și șoarecele sirenă   | 3 septembrie 1949  | |
| 44                 | Love That Pup                       | Iubește cățelul              | 1 octombrie 1949   | Prima apariție a lui Tyke. |
| 45                 | Jerry's Diary                       | Jurnalul lui Jerry           | 22 octombrie 1949  | Conține scene din episoadele "Tee for Two", "Probleme cu șoarecii", "Serenada" și "The Yankee Doodle Mouse". |
| 46                 | Tennis Chumps                       | Campioni de tenis            | 10 decembrie 1949  | |
| 47                 | Little Quacker                      | Rățoiul cel mic              | 7 ianuarie 1950    | Prima apariție a Rățoiului. |
| 48                 | Saturday Evening Puss               | Motanul de sâmbătă seara     | 14 ianuarie 1950   | |
| 49                 | Texas Tom                           | Tom în Texas                 | 11 martie 1950     | |
| 50                 | Jerry and the Lion                  | Jerry și leul                | 8 aprilie 1950     | |
| 51                 | Safety Second                       | Siguranța pe al doilea loc   | 1 iulie 1950       | |
| 52                 | Tom and Jerry in the Hollywood Bowl | Tom și Jerry la concert      | 16 septembrie 1950 | |
| 53                 | The Framed Cat                      | Motanul acuzat pe nedrept    | 21 octombrie 1950  | |
| 54                 | Cue Ball Cat                        | Un pisoi la biliard          | 25 noiembrie 1950  | |
| 55                 | Casanova Cat                        | Motanul Casanova             | 6 ianuarie 1951    | |
| 56                 | Jerry and the Goldfish              | Jerry și peștișorul de aur   | 3 martie 1951      | |
| 57                 | Jerry's Cousin                      | Vărul lui Jerry              | 7 aprilie 1951     | Nominalizat la "Premiul Oscar pentru scurtmetraje, categoria: desene animate". |
| 58                 | Sleepy-Time Tom                     | Tom somnorosul               | 26 mai 1951        | |
| 59                 | His Mouse Friday                    | Vinerea șoricelului          | 7 iulie 1951       | |
| 60                 | Slicked-up Pup                      | Cățelul dichisit             | 8 septembrie 1951  | |
| 61                 | Nit-Witty Kitty                     | Motănelul țicnit             | 6 octombrie 1951   | |
| 62                 | Cat Napping                         | Puiul de somn al pisicii     | 8 decembrie 1951   | |
| 63                 | The Flying Cat                      | Pisica zburătoare            | 12 ianuarie 1952   | Ultima apariție a Canarului. |
| 64                 | The Duck Doctor                     | Doctor de rațe               | 16 februarie 1952  | |
| 65                 | The Two Mouseketeers                | Cei doi mușchetari           | 15 martie 1952     | A câștigat "Premiul Oscar pentru scurtmetraje, categoria: desene animate". Primul episod din seria "Muschetarii". |
| 66                 | Smitten Kitten                      | Pisoiul amorezat             | 12 aprilie 1952    | Conține scene din episoadele "Salt Water Tabby", "The Mouse Comes to Dinner", "Texas Tom" și "Serenada". |
| 67                 | Triplet Trouble                     | Problemă triplă              | 19 aprilie 1952    | |
| 68                 | Little Runaway                      | Micul fugar                  | 14 iunie 1952      | |
| 69                 | Fit to Be Tied                      | Se strânge lanțul            | 26 iulie 1952      | |
| 70                 | Push-Button Kitty                   | Motanul automat              | 6 septembrie 1952  | Ultima apariție a stăpânei Mami DoiPantofi. |
| 71                 | Cruise Cat                          | Motanul în croazieră         | 18 octombrie 1952  | Conține scene din episodul "Tom în Texas". |
| 72                 | The Dog House                       | Cușcă de câine               | 29 noiembrie 1952  | |
| 73                 | The Missing Mouse                   | Șoarecele evadat             | 10 ianuarie 1953   | |
| 74                 | Jerry and Jumbo                     | Jerry și Jumbo               | 21 februarie 1953  | |
| 75                 | Johann Mouse                        | Șoricelul Johann             | 21 martie 1953     | A câștigat "Premiul Oscar pentru scurtmetraje, categoria: desene animate". |
| 76                 | That's My Pup!                      | Cățelul meu                  | 25 aprilie 1953    | |
| 77                 | Just Ducky                          | Rățușca                      | 5 septembrie 1953  | |
| 78                 | Two Little Indians                  | Șoriceii indieni             | 17 octombrie 1953  | |
| 79                 | Life with Tom                       | Viața alături de Tom         | 21 noiembrie 1953  | Conține scene din episoadele Cat Fishin', The Little Orphan și Kitty Foiled. |
| 80                 | Puppy Tale                          | Povestea cățeilor            | 23 ianuarie 1954   | |
| 81                 | Posse Cat                           | Motanul șerif                | 30 ianuarie 1954   | |
| 82                 | Hic-cup Pup                         | Cățelul care sughite         | 17 aprilie 1954    | |
| 83                 | Little School Mouse                 | Școala pentru șoareci        | 29 mai 1954        | |
| 84                 | Baby Butch                          | Bebelușul Butch              | 14 august 1954     | |
| 85                 | Mice Follies                        | Feerie de gheață             | 4 septembrie 1954  | |
| 86                 | Neapolitan Mouse                    | Șoricelul napolitan          | 2 octombrie 1954   | |
| 87                 | Downhearted Duckling                | Rățoiul deprimat             | 13 noiembrie 1954  | |
| 88                 | Pet Peeve                           | Un animal supărat            | 20 noiembrie 1954  | Produs simultan atât în formatul standard al Academiei (1.33:1), cât și pe ecran lat CinemaScope (2.55:1). Primele apariți ale lui George și Joan. |
| 89                 | Touché, Pussy Cat!                  | Te-am atins, pisoiaș!        | 18 decembrie 1954  | Produs simultan atât în formatul standard al Academiei (1.33:1), cât și pe ecran lat CinemaScope. Nominalizat la "Premiul Oscar pentru scurtmetraje, categoria: desene animate". Face parte din seria "Muschetarii". A doua parte a episodului "Cei doi muschetari".                                                 |
| 90                 | Southbound Duckling                 | Rățoiul spre sud             | 12 martie 1955     | Produs simultan atât în formatul standard al Academiei (1.33:1), cât și pe ecran lat CinemaScope. |
| 91                 | Pup on a Picnic                     | Cățelul la picnic            | 30 aprilie 1955    | Produs simultan atât în formatul standard al Academiei (1.33:1), cât și pe ecran lat CinemaScope. |
| 92                 | Mouse for Sale                      | Șoarece de vânzare           | 21 mai 1955        | |
| 93                 | Designs on Jerry                    | Jerry proiectant             | 2 septembrie 1955  | |
| 94                 | Tom and Chérie                      | Tom și iubita                | 9 septembrie 1955  | Produs în CinemaScope. Face parte din seria "Muschetarii". |
| 95                 | Smarty Cat                          | Motanul isteț                | 14 octombrie 1955  | Conține scene din episodele "Serenada fără sfârșit", "La pescuit" și "Bun de legat". |
| 96                 | Pecos Pest                          | Unchiul Pecos                | 11 noiembrie 1955  | Ultimul episod "Tom și Jerry" produs în formatul standard al Academiei. Toate celelalte episoade au fost produse în CinemaScope. Prima si singura aparitie a unchiului Pecos in aceasta serie. |
| 97                 | That's My Mommy                     | Mămica mea                   | 19 noiembrie 1955  | Produs în CinemaScope. |
| 98                 | The Flying Sorceress                | Vrăjitoarea zburătoare       | 27 ianuarie 1956   | Produs în CinemaScope. |
| 99                 | The Egg and Jerry                   | Oul și Jerry                 | 23 martie 1956     | Produs în CinemaScope. CinemaScope a refăcut episodul "Hatch Up Your Troubles". |
| 100                | Busy Buddies                        | Prieteni ocupați             | 5 mai 1956         | Produs în CinemaScope. Prima apariție a dădacei Jeannie. |
| 101                | Muscle Beach Tom                    | Musculosul Tom la plajă      | 7 septembrie 1956  | Produs în CinemaScope. |
| 102                | Down Beat Bear                      | Ursul dansator               | 21 octombrie 1956  | Produs în CinemaScope. |
| 103                | Blue Cat Blues                      | Motanul trist                | 16 noiembrie 1956  | Produs în CinemaScope. Ultima apariție a frumoasei Toodles Galore. |
| 104                | Barbecue Brawl                      | Tărăboi la picnic            | 14 decembrie 1956  | Produs în CinemaScope și Perspecta Stereo. |
| 105                | Tops with Pops                      | Tyke, băiatul meu            | 22 februarie 1957  | Produs în CinemaScope și Perspecta Stereo. CinemaScope a refăcut episodul "Love That Pup". |
| 001                | Give and Tyke                       | Tyke și hingherul            | 29 martie 1957     | Produs în CinemaScope și Perspecta Stereo. Un episod special "Tom și Jerry" în care apar numai Spike și Tyke. |
| 106                | Timid Tabby                         | Motanul timid                | 19 aprilie 1957    | Produs în CinemaScope și Perspecta Stereo. |
| 107                | Feedin' the Kiddie                  | Hrănește copilul             | 7 iunie 1957       | Produs în CinemaScope și Perspecta Stereo. CinemaScope a refăcut episodul "Micul orfan". |
| 002                | Scat Cats                           | Sediul pisicilor             | 26 iulie 1957      | Produs în CinemaScope și Perspecta Stereo. Un episod special "Tom și Jerry" în care apar numai Spike, Tyke, Butch, Fulger, Cap-Sec și Topsy. Ultimele apariți ale lui Tyke, Topsy și Cap-Sec. |
| 108                | Mucho Mouse                         | Șoricelul toreador           | 6 septembrie 1957  | Produs în CinemaScope și Perspecta Stereo. |
| 109                | Tom's Photo Finish                  | Fotografiile lui Tom         | 1 noiembrie 1957   | Produs în CinemaScope și Perspecta Stereo. |
| 110                | Happy Go Ducky                      | Rățoiul fericit              | 3 ianuarie 1958    | Produs în CinemaScope și Perspecta Stereo. |
| 111                | Royal Cat Nap                       | Puiul de somn regal          | 7 martie 1958      | Produs în CinemaScope și Perspecta Stereo. Ultimul episod din seria "Muschetarii" |
| 112                | The Vanishing Duck                  | Rățoiul invizibil            | 2 mai 1958         | Produs în CinemaScope și Perspecta Stereo. Ultima apariție a Rățoiului. |
| 113                | Robin Hoodwinked                    | Robin Hood                   | 6 iunie 1958       | Produs în CinemaScope și Perspecta Stereo. Ultima apariție a lui Nibbles. |
| 114                | Tot Watchers                        | De veghe la bebeluș          | 1 august 1958      | Produs în CinemaScope și Perspecta Stereo. Ultimul desen animat "Tom și Jerry" produs în studiourile MGM. Ultimele apariți ale lui George, Joan și Jeannie. |

## 1961–1962: era Gene Deitch
| Numărul episodului | Titlul                        | Titlul român                      | Data              | Note |
| ------------------ | ----------------------------- | --------------------------------- | ----------------- | --- |
| 115                | Switchin' Kitten              | Motanul nebun                     | 7 septembrie 1961 | Primul desen animat "Tom și Jerry" a lui Gene Deitch. Ultima apariție a lui Fulger.                                                             |
| 116                | Down and Outing               | Căzut și pe dinafară              | 26 octombrie 1961 | Prima aparitie a lui Clint Clobber. |
| 117                | It's Greek to Me-ow           | Tom și Jerry în Grecia            | 1 decembrie 1961  | În acest episod a fost prima dată când Tom și Jerry sunt în Grecia dar ambii se poartă la fel ca-n celelalte episoade:fugarindu-se de colo-colo |
| 118                | High Steaks                   | Fripturi mari                     | 1 ianuarie 1962   | |
| 119                | Mouse Into Space              | Șoarecele în spațiu               | 1 februarie 1962  | |
| 120                | Landing Stripling             | Aterizare plăcută                 | 1 aprilie 1962    | |
| 121                | Calypso Cat                   | Pisoiul Calypso                   | 1 iunie 1962      | |
| 122                | Dicky Moe                     | Dicky Moe                         | 1 iulie 1962      | |
| 123                | The Tom and Jerry Cartoon Kit | Kitul de desene Tom și Jerry      | 1 august 1962     | |
| 124                | Tall in the Trap              | Prins în capcană                  | 1 septembrie 1962 | |
| 125                | Sorry Safari                  | Safari                            | 1 octombrie 1962  | Ultima apariție a lui Clint Clobber. Prima și singura apariție a lui Sidney elefantul.                                                          |
| 126                | Buddies Thicker Than Water    | Prietenii sunt mai grei decât apa | 1 noiembrie 1962  | |
| 127                | Carmen Get It!                | Ia de-aici!                       | 1 decembrie 1962  | Ultimul desen animat "Tom și Jerry" a lui Gene Deitch.                                                                                          |

## 1963-1967: era Chuck Jones
| Numărul episodului | Titlul                            | Data               | Note                                                   |
| ------------------ | --------------------------------- | ------------------ | ------------------------------------------------------ |
| 128                | Pent-House Mouse                  | 27 iulie 1963      | Primul desen animat "Tom și Jerry" a lui Chuck Jones.  |
| 129                | The Cat Above and the Mouse Below | 1 ianuarie 1964    |                                                        |
| 130                | Is There a Doctor in the Mouse?   | 22 martie 1964     |                                                        |
| 131                | Much Ado About Mousing            | 24 mai 1964        |                                                        |
| 132                | Snowbody Loves Me                 | 2 septembrie 1964  |                                                        |
| 133                | The Unshrinkable Jerry Mouse      | 6 decembrie 1964   |                                                        |
| 134                | Ah, Sweet Mouse-Story of Life     | 21 ianuarie 1965   |                                                        |
| 135                | Tom-ic Energy                     | 7 martie 1965      |                                                        |
| 136                | Bad Day at Cat Rock               | 26 aprilie 1965    |                                                        |
| 137                | The Brothers Carry-Mouse-Off      | 15 mai 1965        |                                                        |
| 138                | Haunted Mouse                     | 30 mai 1965        |                                                        |
| 139                | I'm Just Wild About Jerry         | 14 iunie 1965      |                                                        |
| 140                | Of Feline Bondage                 | 2 august 1965      |                                                        |
| 141                | The Year of the Mouse             | 30 august 1965     |                                                        |
| 142                | The Cat's Me-Ouch!                | 15 septembrie 1965 |                                                        |
| 143                | Duel Personality                  | 6 februarie 1966   |                                                        |
| 144                | Jerry, Jerry, Quite Contrary      | 28 februarie 1966  |                                                        |
| 145                | Jerry-Go-Round                    | 6 martie 1966      |                                                        |
| 146                | Love Me, Love My Mouse            | 21 martie 1966     | Ultima apariție a unui amor a lui Tom.                 |
| 147                | Puss 'n' Boats                    | 4 aprilie 1966     |                                                        |
| 148                | Filet Meow                        | 18 aprilie 1966    |                                                        |
| 149                | Matinee Mouse                     | 9 mai 1966         |                                                        |
| 150                | The A-Tom-Inable Snowman          | 20 iunie 1966      |                                                        |
| 151                | Catty-Cornered                    | 21 septembrie 1966 |                                                        |
| 152                | Cat and Dupli-cat                 | 1 ianuarie 1967    |                                                        |
| 153                | O-Solar Meow                      | 26 ianuarie 1967   |                                                        |
| 154                | Guided Mouse-ille                 | 3 februarie 1967   |                                                        |
| 155                | Rock 'n' Rodent                   | 15 martie 1967     |                                                        |
| 156                | Cannery Rodent                    | 30 aprilie 1967    |                                                        |
| 157                | The Mouse from H.U.N.G.E.R.       | 7 mai 1967         | Ultima apariție a unui amor a lui Jerry.               |
| 158                | Surf-Bored Cat                    | 4 iunie 1967       |                                                        |
| 159                | Shutter Bugged Cat                | 16 iulie 1967      |                                                        |
| 160                | Advance and Be Mechanized         | 29 august 1967     |                                                        |
| 161                | Purr-Chance to Dream              | 26 septembrie 1967 | Ultimul desen animat "Tom și Jerry" a lui Chuck Jones. |

## 2001–prezent: era Warner Bros.

### 2001: desen Hanna-Barbera Productions/Turner Entertainment
| Numărul episodului | Titlu           | Data           | Note |
| ------------------ | --------------- | -------------- | --- |
| 162                | The Mansion Cat | 6 aprilie 2001 | Regizat de Karl Toerge. Primul scurt-metraj din secolul 21. Singurul scurt-metraj făcut pentru televiziune. Conține scene din Muscle Beach Tom. |

### 2005, 2014, 2021: desene Warner Bros. Animation
| Numărul episodului | Titlul                   | Data               | Note                                       |
| ------------------ | ------------------------ | ------------------ | ------------------------------------------ |
| 163                | The Karate Guard         | 27 septembrie 2005 | Regizat de Joseph Barbera și Spike Brandt. |
| 164                | A Fundraising Adventure  | 14 noiembrie 2014  | Special Children in Need.                  |
| 165                | On A Roll                | 20 februarie 2021  | Regizat de Kenny Pittenger.                |
| 166                | The House That Cat Built | 20 februarie 2021  | Regizat de David Gemmill.                  |